# 苇𫛚属
为鵜形目鹭科的一个属。本屬物種於世界各地幾乎均有所分佈，目前下屬10個物種，其中一種已經絕滅。

## 分類學
該屬由瑞典自然學家古斯塔夫·約翰·比爾伯格於1828年所建立。其模式種由美國生物學家維特默·史東於1907年指定為小葦鳽。其屬名來自古希臘語，原應由意義為「蘆葦狀植物」的及意義為「在...之下」的的兩個單詞形成。當時人們相信這種鳥類會在某些蘆葦內吹氣以發出宏亮的聲響，但比爾伯格卻誤用「槲寄生」（ἰξός）及「咬牙切齒」（βρύχειν）形成該學名，使得學名意義變為「槲寄生咆哮者」。但也有說法是認為可以直接指稱蘆葦，意思即為「蘆葦咆哮者」。

## 下属物种
本属包括以下物种：
- 紋背葦鳽 Ixobrychus involucris (Vieillot, 1823)
- 姬葦鳽 Ixobrychus exilis (Gmelin, JF, 1789)
- 黑鳽 Ixobrychus flavicollis (Latham, 1790)
- 栗小鷺 Ixobrychus cinnamomeus (Gmelin, JF, 1789)
- 秋小鷺 Ixobrychus eurhythmus (Swinhoe, 1873)
- 藍葦鳽 Ixobrychus sturmii (Wagler, 1827)
- 小葦鳽 Ixobrychus minutus (Linnaeus, 1766)
- 黃小鷺 Ixobrychus sinensis (Gmelin, JF, 1789)
- 黑背葦鳽 Ixobrychus dubius Mathews, 1912
- †紐西蘭葦鳽 Ixobrychus novaezelandiae (Purdie, 1871)

## 外部連結
- 维基共享资源上的相關多媒體資源：
- 維基物種上的相關：